# Witney Shikongo
Witney Houston de Abreu Shikongo (née le 25 mai 1995 à Lubango en Angola), est une reine de beauté angolaise, élue Miss Angola 2014,,.